# Escola de Llibreria
L'Escola de Llibreria és una plataforma de formació per a la capacitació professional i el reciclatge en l'àmbit del comerç del llibre, creada el 2012 a través de la col·laboració entre el Gremi de Llibreters de Catalunya i la Facultat d'Informació i Mitjans Audiovisuals de la Universitat de Barcelona.
L'Escola de Llibreria expedeix el diploma de postgrau de Llibreria, adreçat a qualsevol persona amb titulació universitària i a totes aquelles persones que, independentment de la seva formació inicial, tinguin un interès professional en l'àmbit de la llibreria. El primer curs de l'Escola de Llibreria, durant els anys 2012 i 2013, que comptà amb el suport i la col·laboració de l'Institut Català de les Empreses Culturals (ICEC) del Departament de Cultura de la Generalitat de Catalunya, s'inicià el diploma de postgrau de Llibreria, de 30 crèdits de durada, que oferia la formació bàsica per desenvolupar-se en l'àmbit de la llibreria. A partir del curs 2019-20, amb la vuitena promoció, el curs passa a programar-se biennalment. El curs 2020-2021 s'inicià una segona formació, de caràcter especialitzat: el títol d'expert en Gestió de Llibreria, de 15 crèdits, que es programa biennalment, adreçada a persones que ja treballen en el sector. El seu professorat el formen experts de cada matèria específica, tant professors universitaris com llibreters i altres professionals. La direcció de l'Escola de Llibreria recau en el professor de la Universitat de Barcelona Lluís Agustí.